# Nikon D800
Nikon D800 — цифровой зеркальный фотоаппарат компании Nikon, представленный 6 февраля 2012 года. На момент объявления D800 обладал наибольшим разрешением среди малоформатных фотоаппаратов с байеровской матрицей — более 36 млн пикселей. Также он стал первым фотоаппаратом с разъёмом стандарта USB 3.0.
Одновременно представлена модификация D800E, оснащенная матрицей без оптического низкочастотного сглаживающего фильтра, что позволяет достичь большей детализации снимка. Начало продаж D800 намечено на конец марта 2012 года, D800E — на середину апреля. Объявленная стоимость — 3000 и 3300 долларов США, соответственно.
На замену Nikon D800 и D800E, компания Nikon 26 июня 2014 года объявила о выпуске следующей модели Nikon D810.

## Ключевые особенности
От D700 новый фотоаппарат отличается, прежде всего, выросшим в три раза, с 12 до 36 млн пикселей, разрешением, а также функцией видеосъёмки. По многим параметрам D800 близок к представленному месяцем ранее профессиональному Nikon D4, который вдвое дороже.
Возможности видеосъёмки аналогичны таковым у D4: разрешение 1920 × 1080 (Full HD) с частотой 24, 25 или 30 кадров в секунду, а также возможность съёмки с частотой 50 и 60 кадров/с при разрешении 1280 × 720. Особый упор сделан на качественную запись звука: предусмотрен разъём для микрофона, уровень записи выводится на ЖК-дисплей и может быть детально настроен, также настраивается чувствительность микрофона. D800 имеет HDMI-выход, через который передаётся несжатый видеопоток.
У D4 позаимствована и система определения экспозиции. Если у D700 она состояла из 1005 пикселей, то сенсор D800 имеет 91 тысячу пикселей. ЖК-дисплей на задней панели имеет диагональ 3,2 дюйма и разрешение 921 тысячу пикселов (у D700 размер составлял 3 дюйма). Аналогично D4, появилась возможность съёмки с пропорциями кадра 5:4.
У Nikon D800 появился второй разъём для флэш-памяти: к используемому в D700 CompactFlash (теперь с поддержкой UDMA-7) добавился разъём для карт памяти Secure Digital, при этом поддерживаются стандарты SDXC и UHS-I. Поддерживаются разные режимы использования двух карт памяти: съёмка с резервным копированием на обе карты; раздельная запись RAW и JPEG; раздельная запись видео- и фотоматериалов; запись на вторую карту после исчерпания места на первой.
Если D700 мог определять отклонение от горизонтали в одной плоскости, то D800 показывает отклонения в двух плоскостях. Информация показывается в видоискателе и на ЖК-дисплее. Новый видоискатель имеет 100-процентный охват кадра и увеличение 0,7, по сравнению с 95 % и 0,72 у D700.
При этом максимальная чувствительность сенсора по сравнению с предшественником не выросла, она по-прежнему составляет 6400 ISO с возможностью увеличения при необходимости до 25600 ISO. Однако, если у D700 минимальное значение составляло 200 ISO с возможностью установить 100 ISO, то у D800 диапазон шире: до 100 и 50 ISO соответственно.
Увеличение разрешения привело к уменьшению скорости съёмки с 5 кадров/с до 4. При установке батарейной ручки MB-D12 скорость съёмки в режиме DX (15 млн пикселей, снимаемых с центральной части сенсора) может достигать 6 кадров/с, однако у D700 при использовании батарейной ручки скорость съёмки достигала 8 кадров/с, причём в полном разрешении.

## Конкуренты
Основными конкурентами D800 являются Canon EOS 5D Mark III и Sony SLT-A99, представленные чуть позже в 2012 году. Среди других моделей с полнокадровым сенсором и возможностью съёмки видео — новая модель D600, более дорогие профессиональные «Canon» и «Nikon», а также вышедший в 2008 году Canon EOS 5D Mark II.

## Комплект поставки
- Цифровая фотокамера D800/D800E
- Защитная крышка BF-1B
- Крышка башмака для принадлежностей BS-1
- Крышка монитора BM-12
- Литий-ионная аккумуляторная батарея EN-EL15 с защитной крышкой
- Зарядное устройство MH-25
- USB-кабель UC-E14
- Фиксатор USB-кабеля
- Ремень (AN-DC6 для D800, AN-DC6E для D800E)
- Гарантия
- Руководство пользователя
- Справочное руководство
- Компакт-диск с установочным пакетом ViewNX 2

## Интерфейсы
- Башмак для принадлежностей
- Разъем для подключения вспышки
- 10-контактный разъем дистанционного управления
- Разъем для внешнего микрофона
- Разъем USB
- Разъем для наушников
- Мини-контактный разъем HDMI

## Награды
Nikon D800 стал лауреатом премий TIPA (Technical Image Press Association) и EISA (European Imaging and Sound Association):
- TIPA Best Digital SLR Expert (2012)[6],
- EISA European Camera (2012 — 2013)[7].